# الانتخابات الرئاسية الكورية الجنوبية 1980
الانتخابات الرئاسية الكورية الجنوبية 1980 هي انتخابات رئاسية ‏ جرت في 27 أغسطس 1980، في كوريا الجنوبية، لانتخاب رئيس كوريا الجنوبية.
فاز بالانتخابات تشون دو هوان.